# José Welison
José Welison da Silva, mais conhecido como José Welison ou simplesmente  Zé Welison (São Pedro, 11 de março de 1995), é um futebolista brasileiro que atua como volante. Atualmente, joga no Fortaleza.

## Carreira
Mais um fruto das tradicionais categorias de base do Vitória, Welison teve seu primeiro momento de maior destaque no segundo jogo da final da Copa do Brasil Sub-20 de 2012, quando marcou o gol que assegurou o título do rubro-negro na casa do Atlético Mineiro, time que vivia um bom momento dentro do jogo. O Vitória havia vencido o primeiro jogo, no Barradão, por 4x1.
Foi promovido ao time principal no início de 2014, tendo suas primeiras chances como titular ao longo do Campeonato Baiano. Posteriormente, foi eleito o jogador revelação do estadual. Teve seu contrato renovado até dezembro de 2018.
Welison também já soma diversas convocações para seleções de base, onde fez parte do elenco que conquistou a Panda Cup.
Em 28 de junho de 2018, José Welison foi contratado pelo Atlético Mineiro, assinando contrato de empréstimo até dezembro de 2018. Se transferiu em definitivo ao clube em janeiro de 2019, assinando um contrato de cinco anos.
Em setembro de 2020, Atlético e Santos chegaram a um acordo pela transferência de Zé Welison, como parte da negociação por Éverson. Porém, como o clube santista enfrentava uma punição imposta pela FIFA que o impedia de registrar novos atletas, a transferência foi posta em suspensão. Em 29 de outubro de 2020, foi anunciado o empréstimo de Zé Welison ao Botafogo, válido até o término do Campeonato Carioca de 2021.
Em 8 de abril de 2021, Zé Welison se juntou ao Sport por empréstimo até o fim da temporada. O Fortaleza anunciou a contratação do atleta, por empréstimo do Atlético Mineiro, em 20 de fevereiro de 2022.

## Títulos
Vitória
- Copa do Brasil Sub-20: 2012
- Campeonato Baiano: 2016, 2017

Atlético Mineiro
- Campeonato Mineiro: 2020

Fortaleza
- Copa do Nordeste: 2022, 2024
- Campeonato Cearense: 2022, 2023

Seleção Brasileira Sub-20
- Panda Cup: 2014[12]

### Prêmios individuais
- Seleção do Campeonato Baiano: 2014[2]
- Revelação do Campeonato Baiano: 2014[2]
- Melhor volante da Taça BH de Futebol Júnior: 2013[13]
- Seleção da Copa Sul-Americana: 2023[14]
- Seleção da Copa do Nordeste: 2024[15]